# Octavius Pickard-Cambridge
Octavio Pickard-Cambridge ( 3 de noviembre de 1828, parroquia de Bloxworth, Dorset - 9 de marzo de 1917, ibíd.) fue un sacerdote y zoólogo británico
Después de estudiar Derecho, ingresó en 1855 en la Universidad de Durham con el fin de estudiar Teología. En 1860, se convirtió en cura y sucedió a su padre en Bloxworth como rector eclesiástico, en 1868. Permaneció en esta ciudad toda su vida.
Estudió principalmente las aves y arácnidos. Su interés en este último grupo se debió a su encuentro con John Blackwall en 1854. En consecuencia, dedicó mucho tiempo a su estudio y se convirtió en uno de los mejores especialistas del mundo. Describió un gran número de especies a partir de muestras enviadas desde todos los continentes.
Se convirtió en un miembro de la Royal Society el 9 de septiembre de 1887.
Se le confunde a veces con su sobrino, Frederick Octavius Pickard-Cambridge (1860-1905), también aracnólogo.

## Obra
- "Arachnida", in Encyclopaedia Britannica, 9.ª ed. Vol. II (Edimburgo, 1875)
- The Spiders of Dorset: From the 'Proc. of the Dorset Natural History and Antiquarian Field Club.'  (Sherbourne, 1879–82)
- Araneidea. Scientific Results of the Second Yarkand Mission. (Calcuta, 1885)
- Monograph of the British Phalangidea or Harvest-Men. (Dorchester, 1890)

## Guía bibliográfica
- Baker, RA (1991). La conexión de Durham en la historia de Aracnología en Gran Bretaña (1850-1950), Archivo de Historia Natural, 18 : 221-230 ISSN 0260-9541

## Abreviatura (zoología)
La abreviatura Pickard-Cambridge  se emplea para indicar a Octavius Pickard-Cambridge como autoridad en la descripción y taxonomía en zoología.